# لوشابر-پارتی-وست، کبک
لوشابر-پارتی-وست (به فرانسوی: Lochaber-Partie-Ouest) بخشی در منطقه شهری پاپینو ناحیه اوتاوه در استان کبک کانادا است. در سرشماری سال ۲۰۱۱ این بخش ۴۳۱ نفر جمعیت داشته‌است و مساحت آن ۶۱٫۲۲ کیلومتر مربع است.